# The Crimson Circle (1936)
The Crimson Circle é um filme policial produzido no Reino Unido e lançado em 1936.